# Ayuntamiento de Stralsund
El ayuntamiento de Stralsund (en alemán: Stralsunder Rathaus) es un ayuntamiento de Alemania de origen medieval, un edificio histórico construido en estilo gótico en la  plaza del Mercado de la ciudad de Stralsund, en Mecklemburgo-Pomerania Occidental (nordeste de Alemania). Data del siglo XIII, aunque su fachada fue rehecha en 1360/1370  y es uno de los edificios  góticos más antiguos del país y uno de los ejemplos seculares más notables del estilo gótico de ladrillo  típico del norte de Alemania y de las áreas cercanas del mar Báltico. Fue utilizado como modelo para otros municipios de la zona del Báltico. Refleja la prosperidad de esta antigua ciudad hanseática.
El edificio es parte de un centro histórico de Stralsund que figura desde 2002 en la lista de la UNESCO en el patrimonio de la humanidad, conjuntamente como «Centros históricos de Stralsund y Wismar».

## Historia

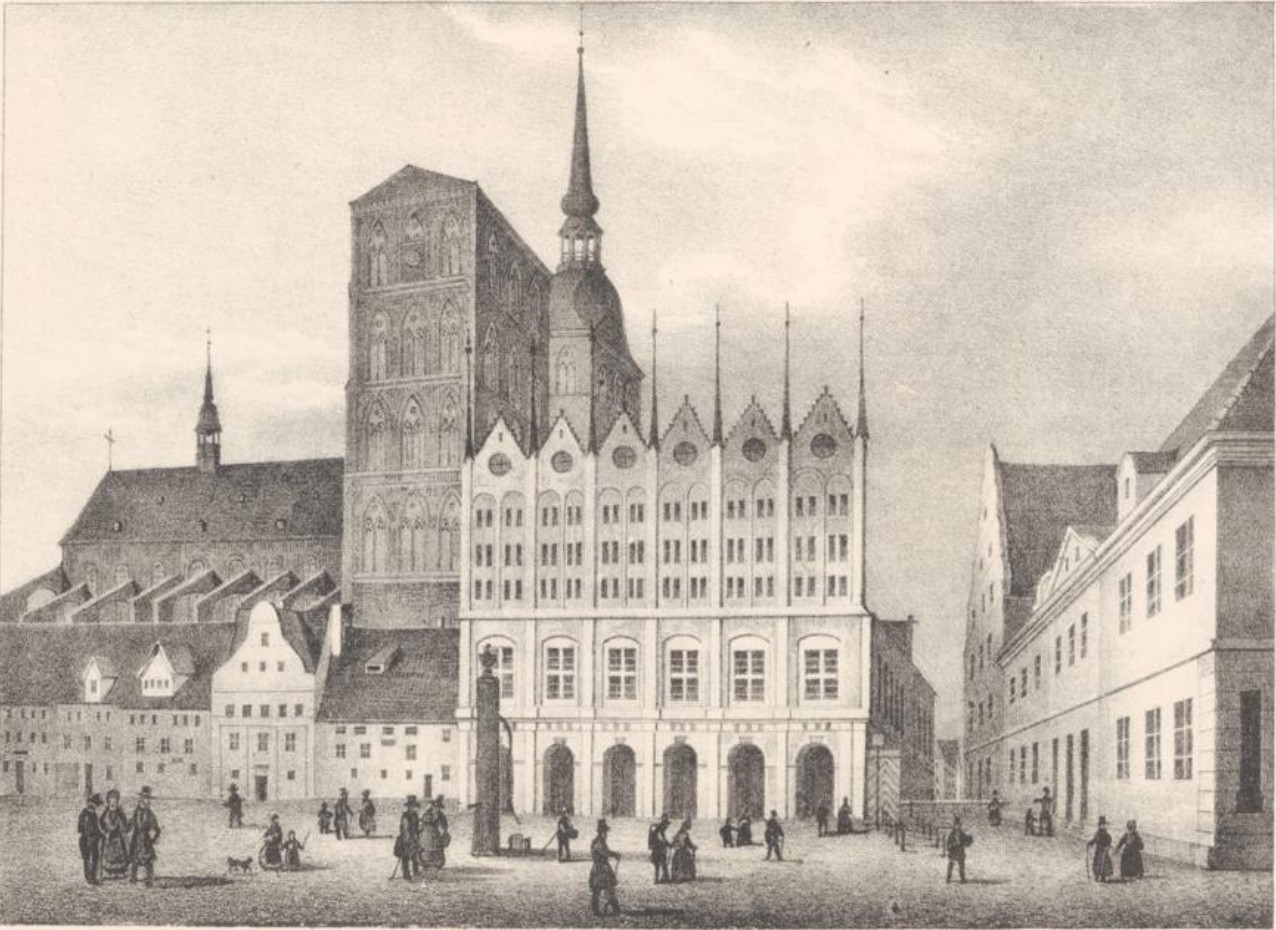
El ayuntamiento en una litografía de 1842

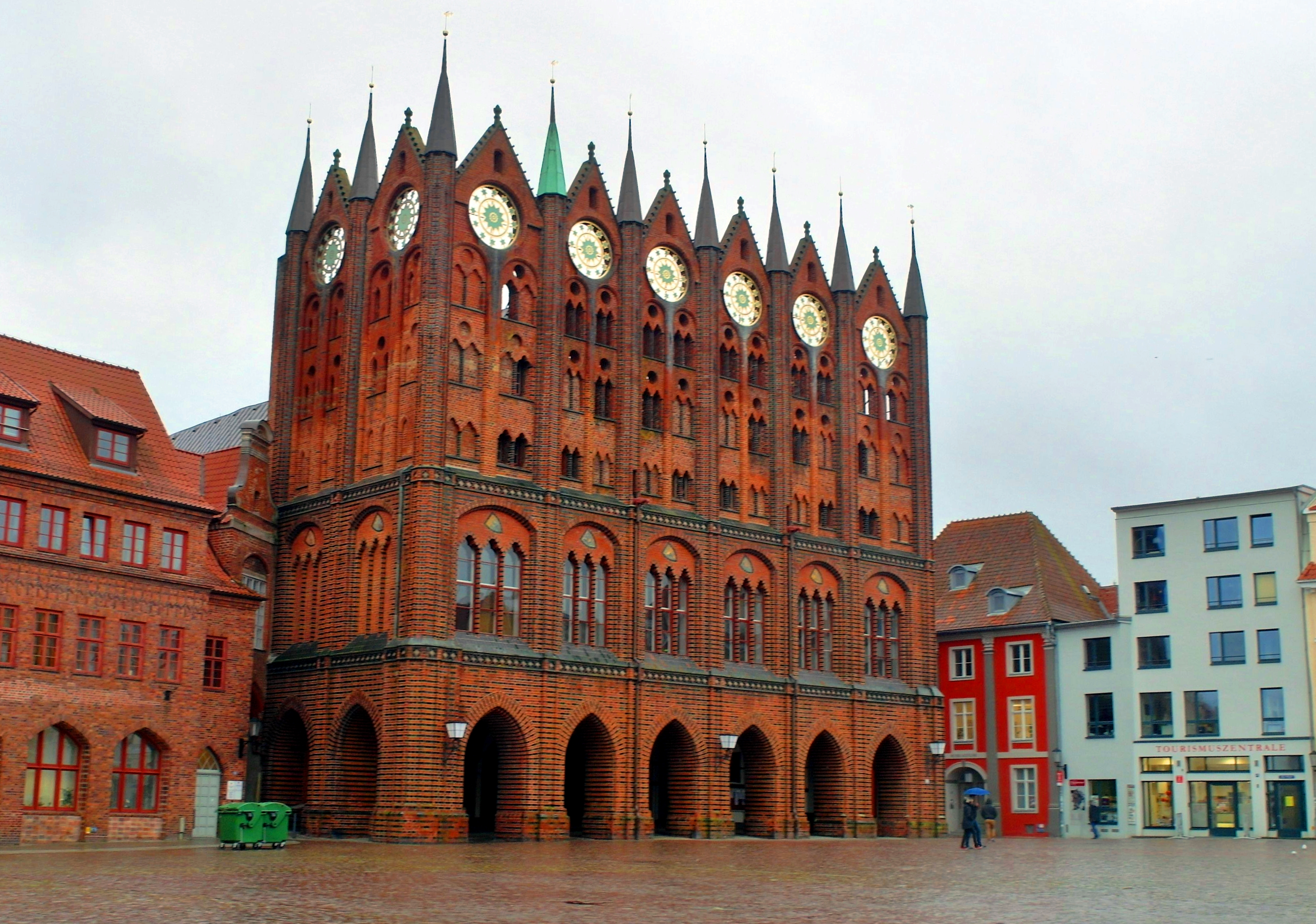
El ayuntamiento en la plaza del mercado, con la iglesia de San Nicolás detrás

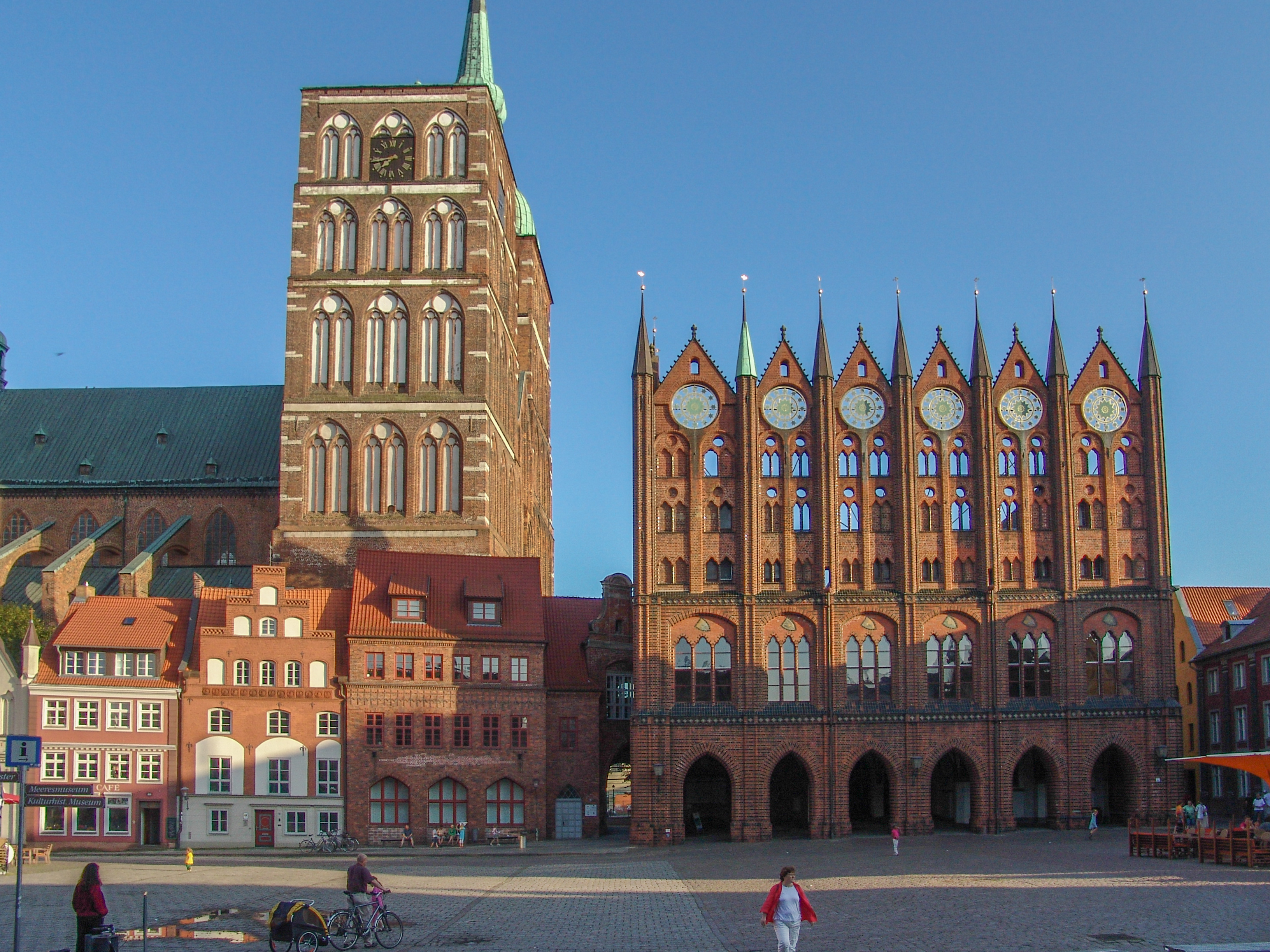
El ayuntamiento en la plaza del mercado, con la iglesia de San Nicolás detrás

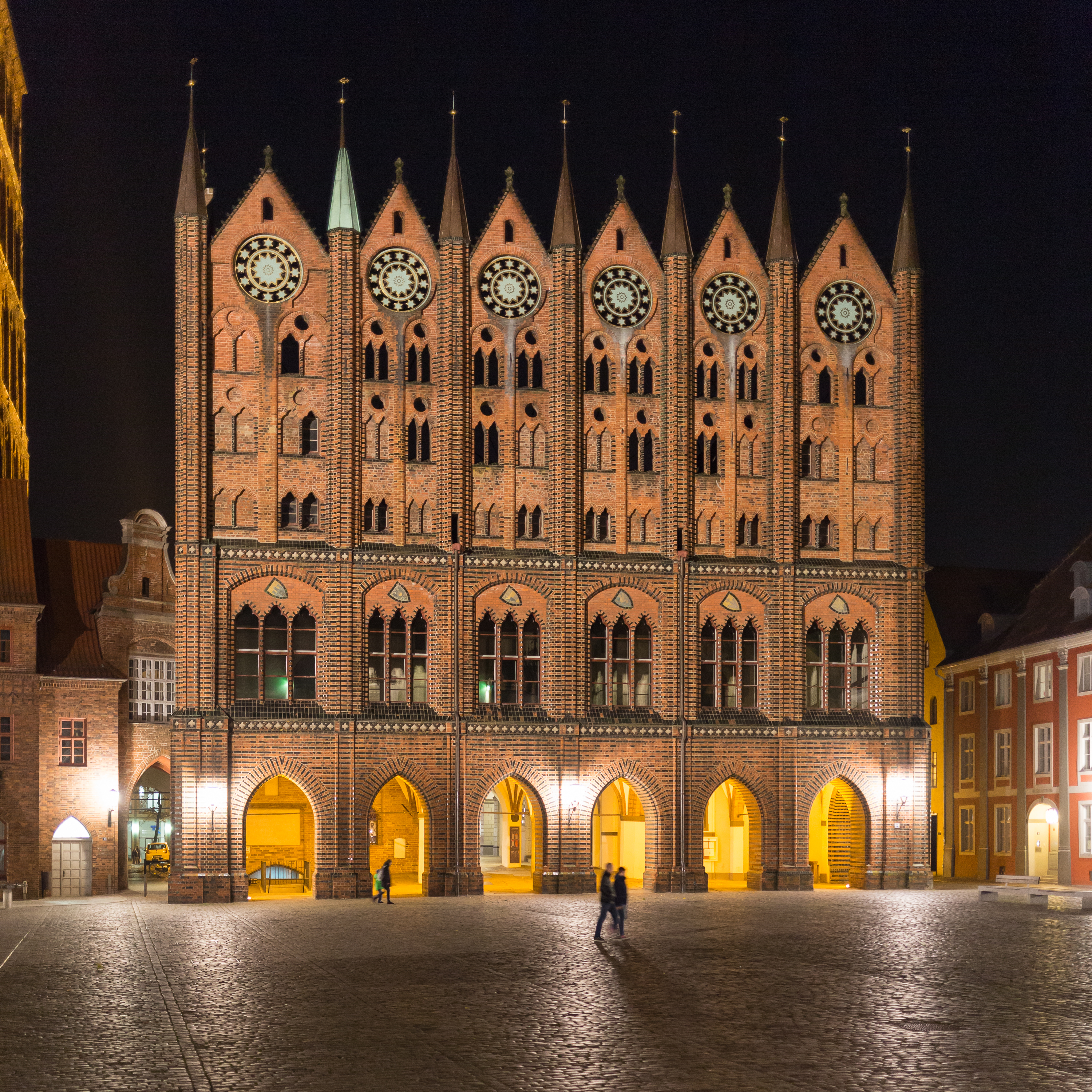
Vista nocturna

El origen del Ayuntamiento se remonta a alrededor de 1250, después de que Stralsund recibiese sus privilegios de ciudad en 1234. Los primeros edictos datan de entre 1271 y 1278. El edificio se amplió varias veces en el siglo XIV. Las partes meridional y septentrional se ampliaron con nuevas salas del consejo y se reacondicionó la fachada norte, ricamente decorada con ornamentos, estatuas y escudos de armas, incluidos los del príncipe victorioso Éric de Lunebourg, o de Alberto de la Alta Sajonia.
Originalmente, tenía la función de un lugar de reunión más que de kophus, o edificio utilizado para intercambios comerciales. En 1370, en él se firmó el tratado de paz entre la Liga Hanseática y el derrotado rey de Dinamarca. En 1579, se creó una escalera renacentista en las salas administrativas.
El patio interior está decorado con una galería de madera sostenida por catorce pilares. La cubierta fue rehecha con un techo de ladrillo con revestimiento de cobre, después de un incendio que ocurrió el 12 de junio de 1680. La parte occidental del edificio se reacondicionó en estilo barroco en el siglo XVIII.
En 1897, algunas partes de la bóveda colapsaron durante algunas obras. Las partes en peligro fueron aseguradas en 1907.
El Ayuntamiento fue restaurado en 1980 y hasta los años 1990, también se utilizaba como restaurante. Fue nuevamente remozadodo en la década de 1990 y más tarde, se sometió a trabajos de restauración extensos entre 2001 y 2011.

## Descripción
El Ayuntamiento  de Stralsund se encuentra en la parte sur del Alter Markt, a la iglesia de San Nicolás.
Está construido en cuatro cuerpos, sobre un rectángulo de 30x60 m, ocupando un área de 1410 m². Una puerta se encuentra en dirección N-S y otra en la E-O, que da directamente a la iglesia de San Nicolás La fachada, con seis gabletes, está hecha en estilo gótico báltico. La fachada está adornada con rosetas y siete torretas y presenta, sobre las seis ventanas, los escudos de armas de los seis principales ciudades de la liga Hanseática (además de la de Stralsund, se encuentran los de Hamburgo, Greifswald, Lübeck, Rostock y Wismar).
La fachada "oculta" la parte más antigua del edificio, representada por una serie de arcos góticos del siglo XIII.
En el interior, destaca la Löwenscher Saal, ubicadaen el ala norte.

## Galería de imágenes

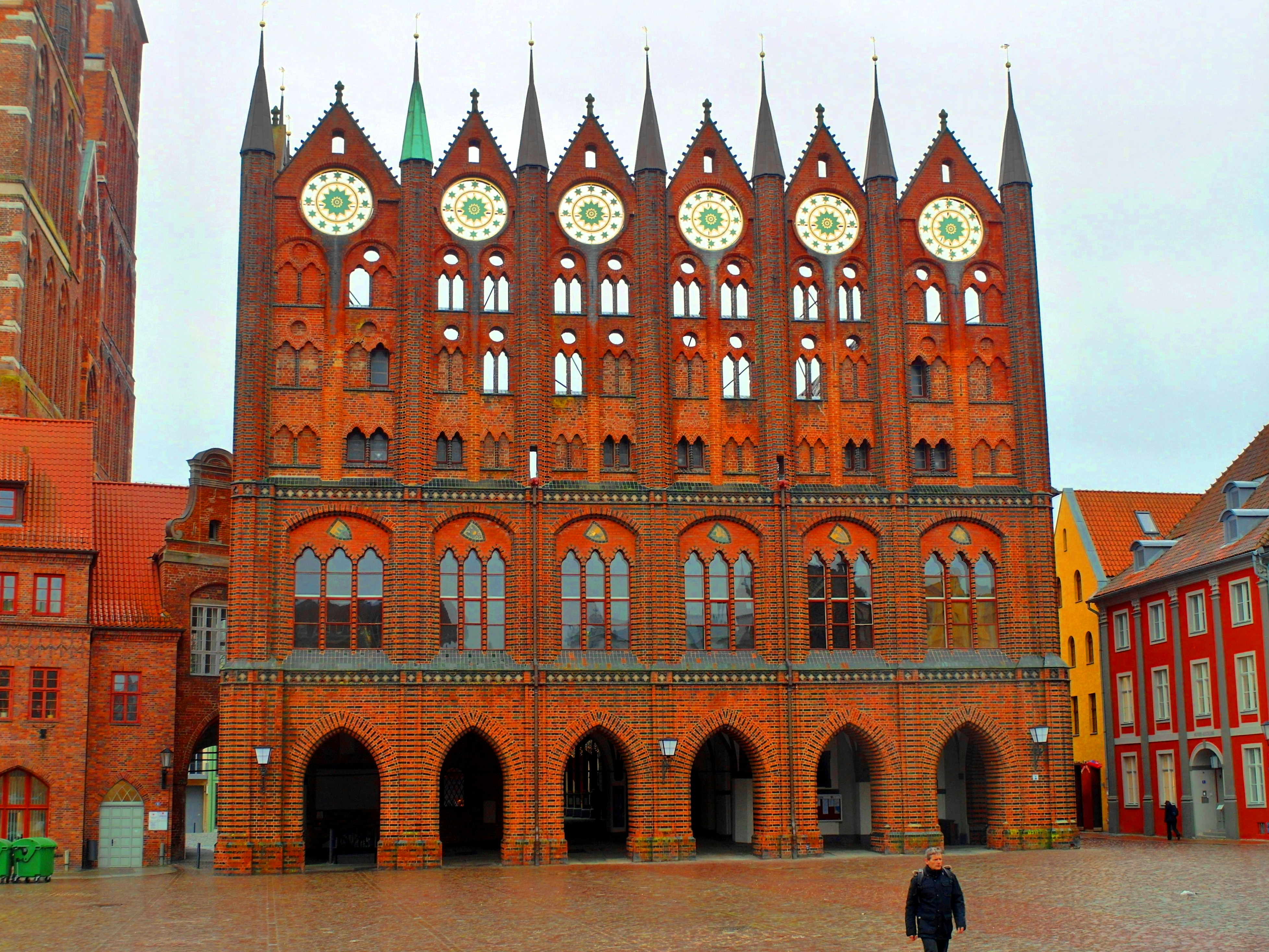
Fachada a la plaza
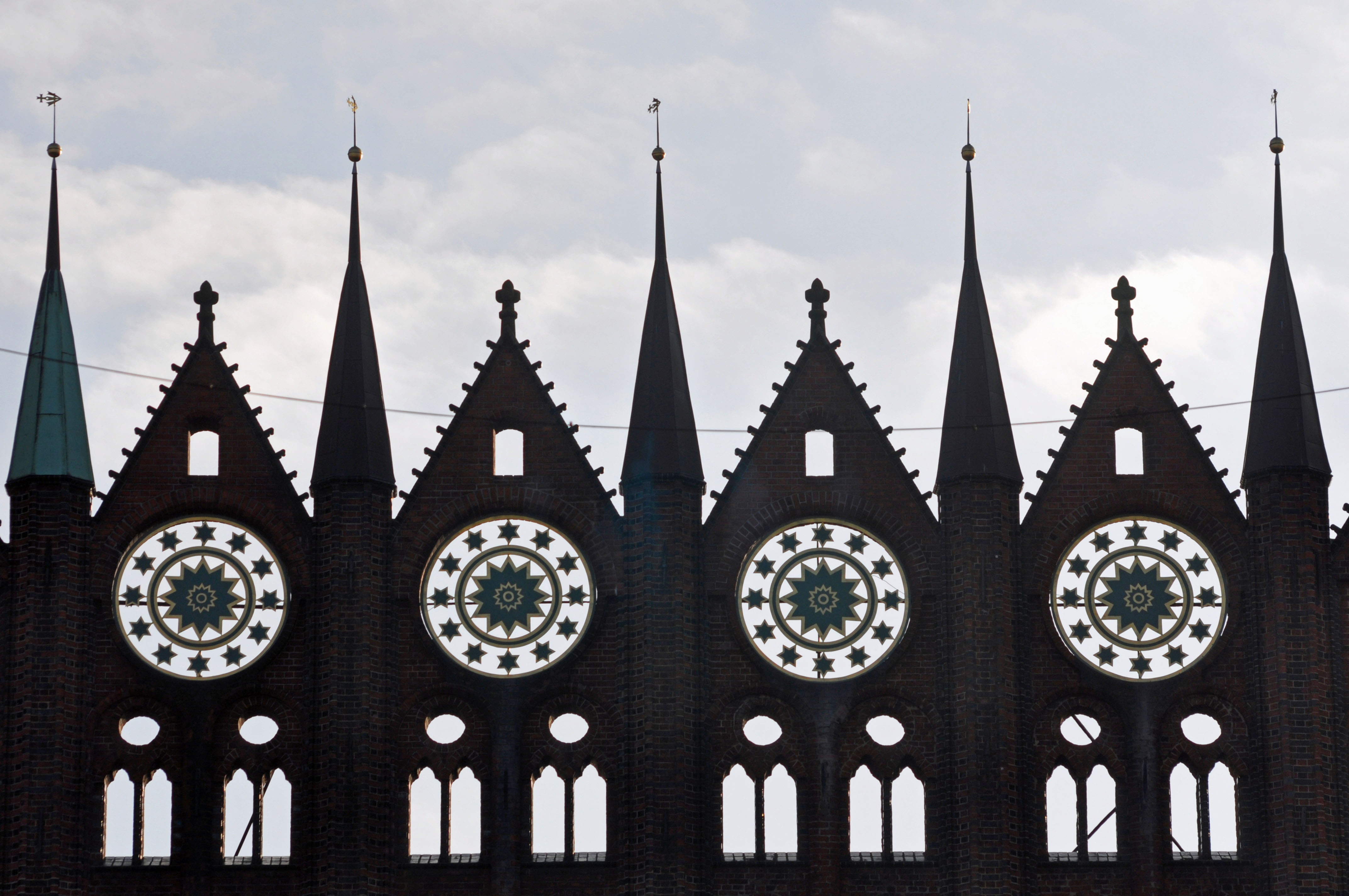
Los remates, a contraluz
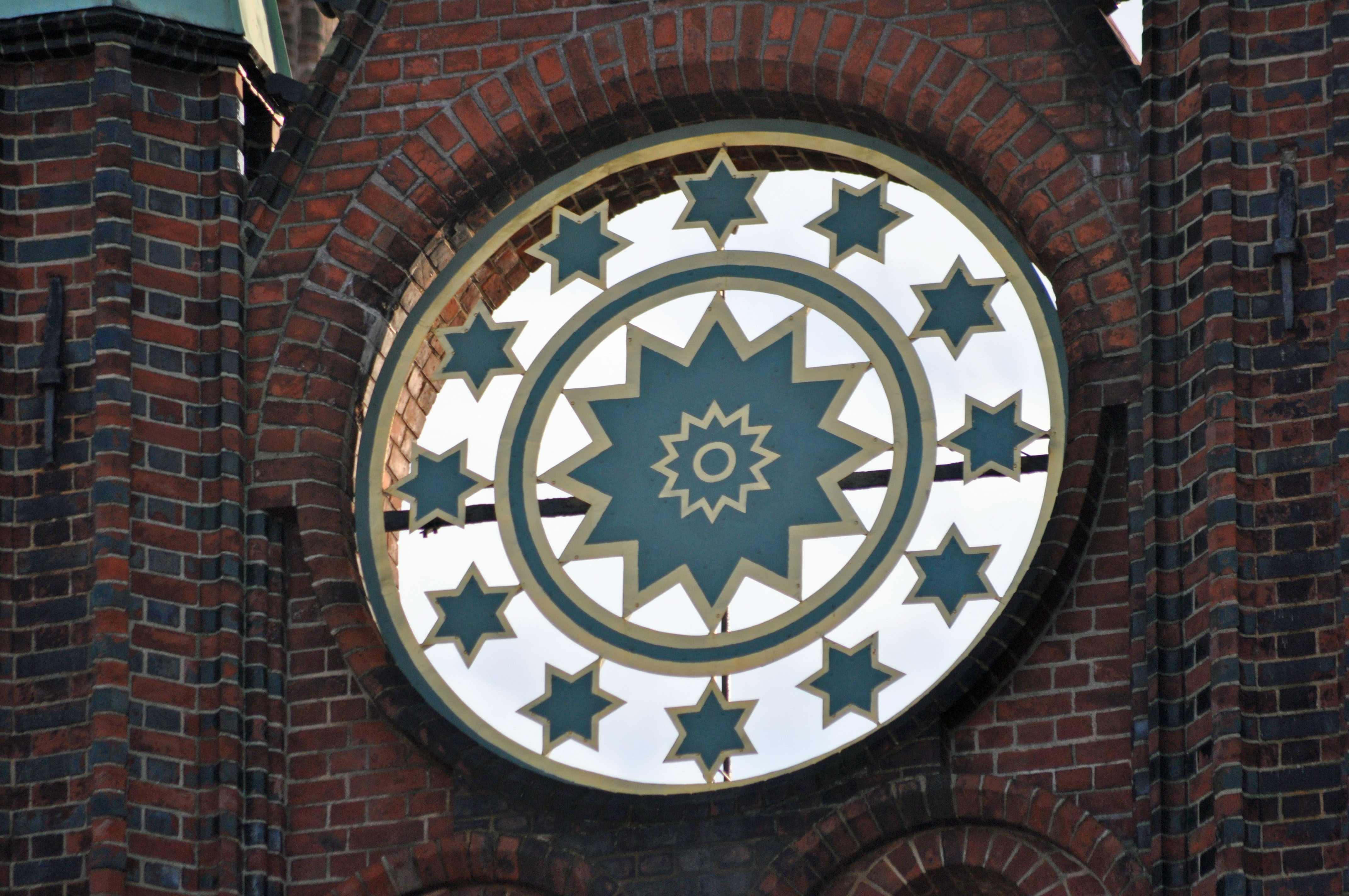
Detalle
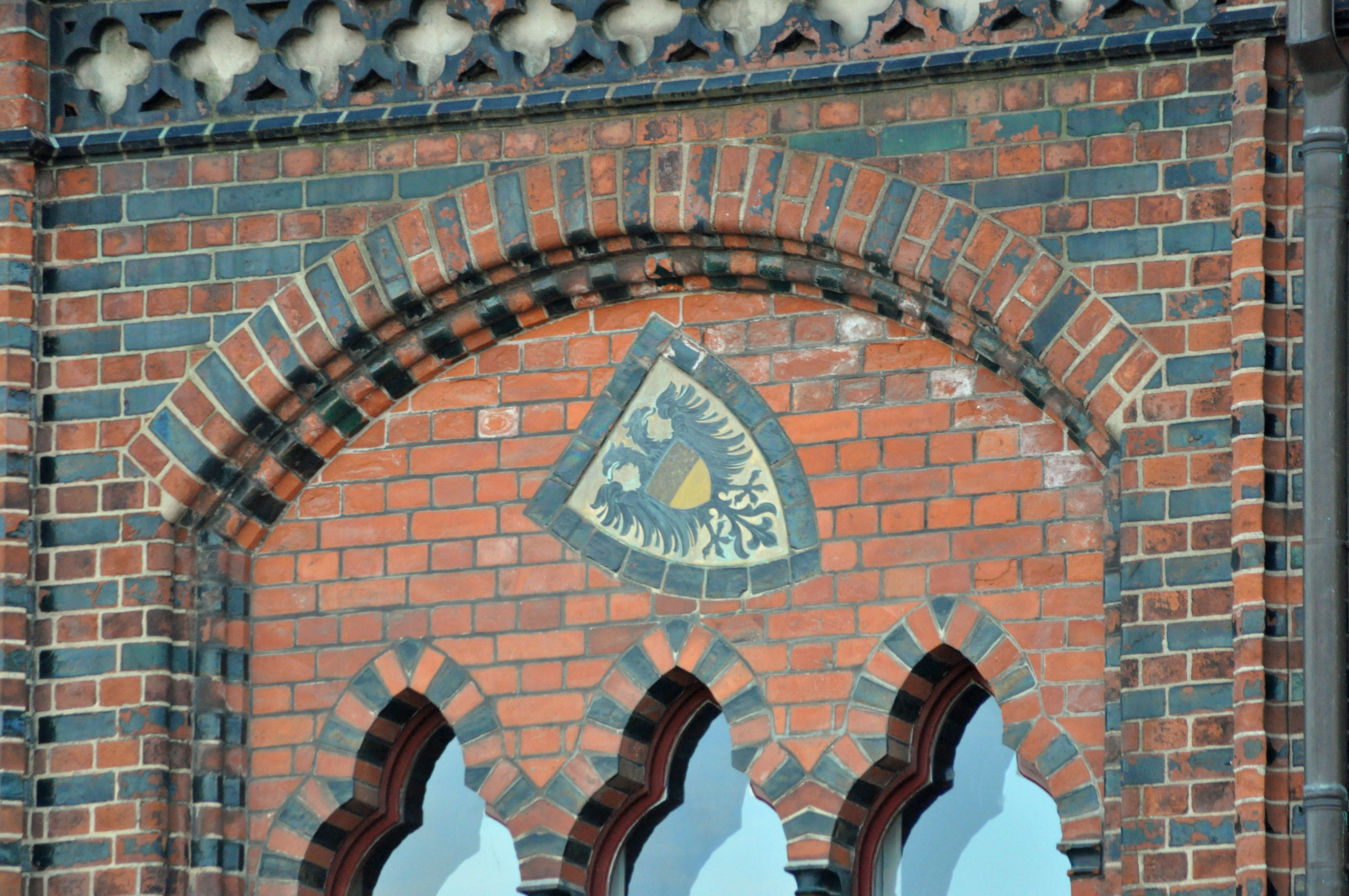
Detalle
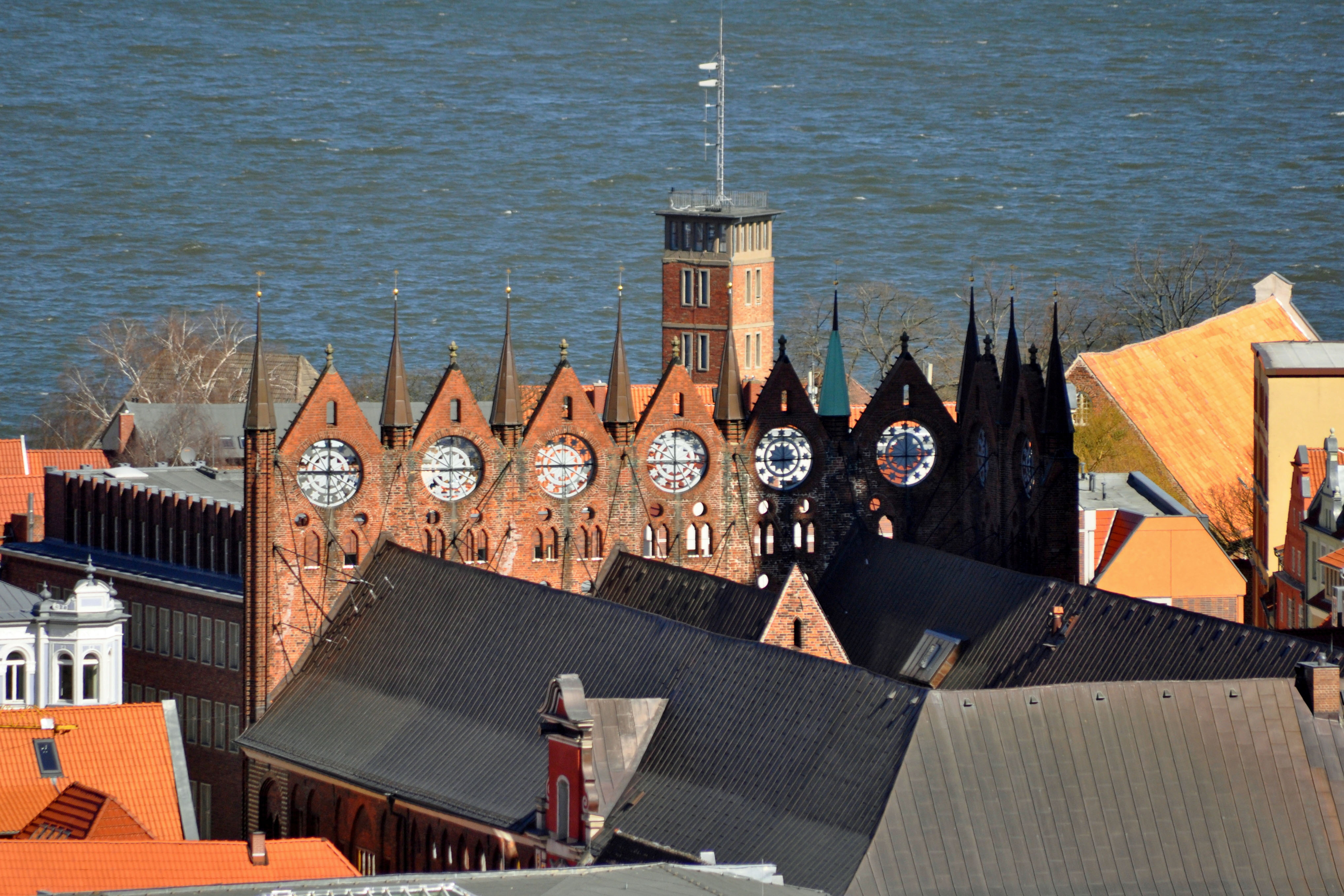
Vista de la trasera del conjunto
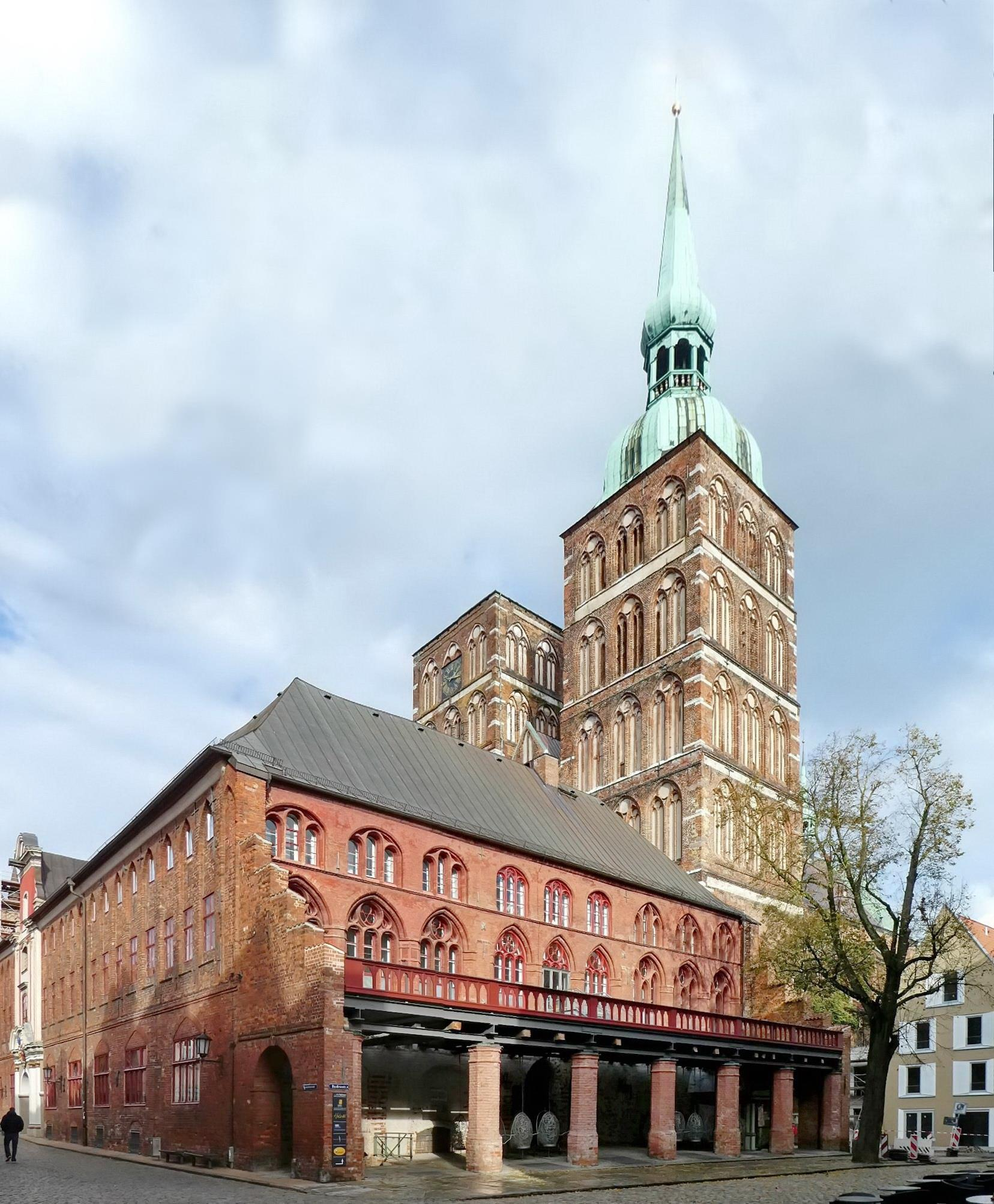
Amplia terraza en la trasera del edificio

Vistas interiores
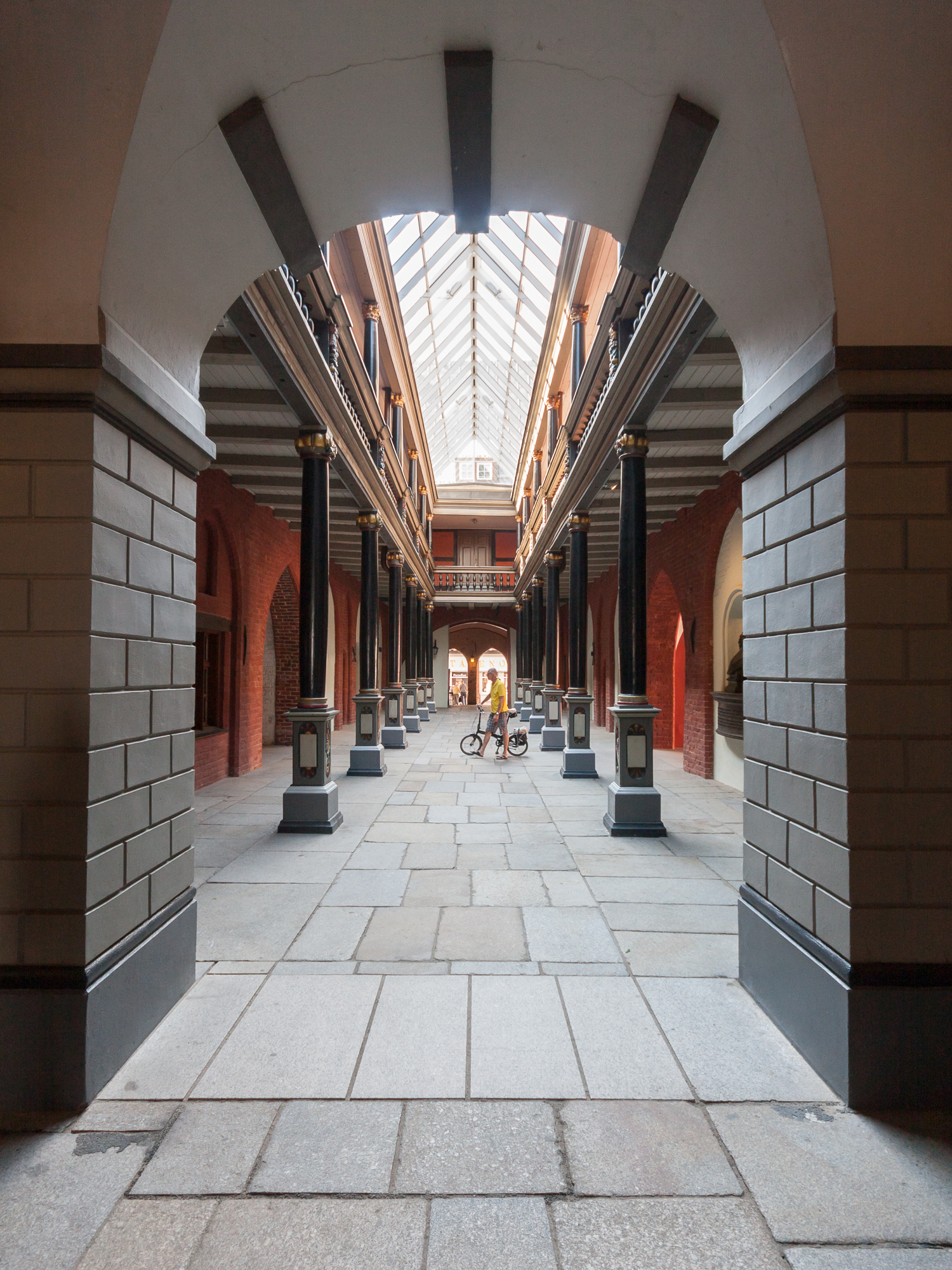
Galería del interior
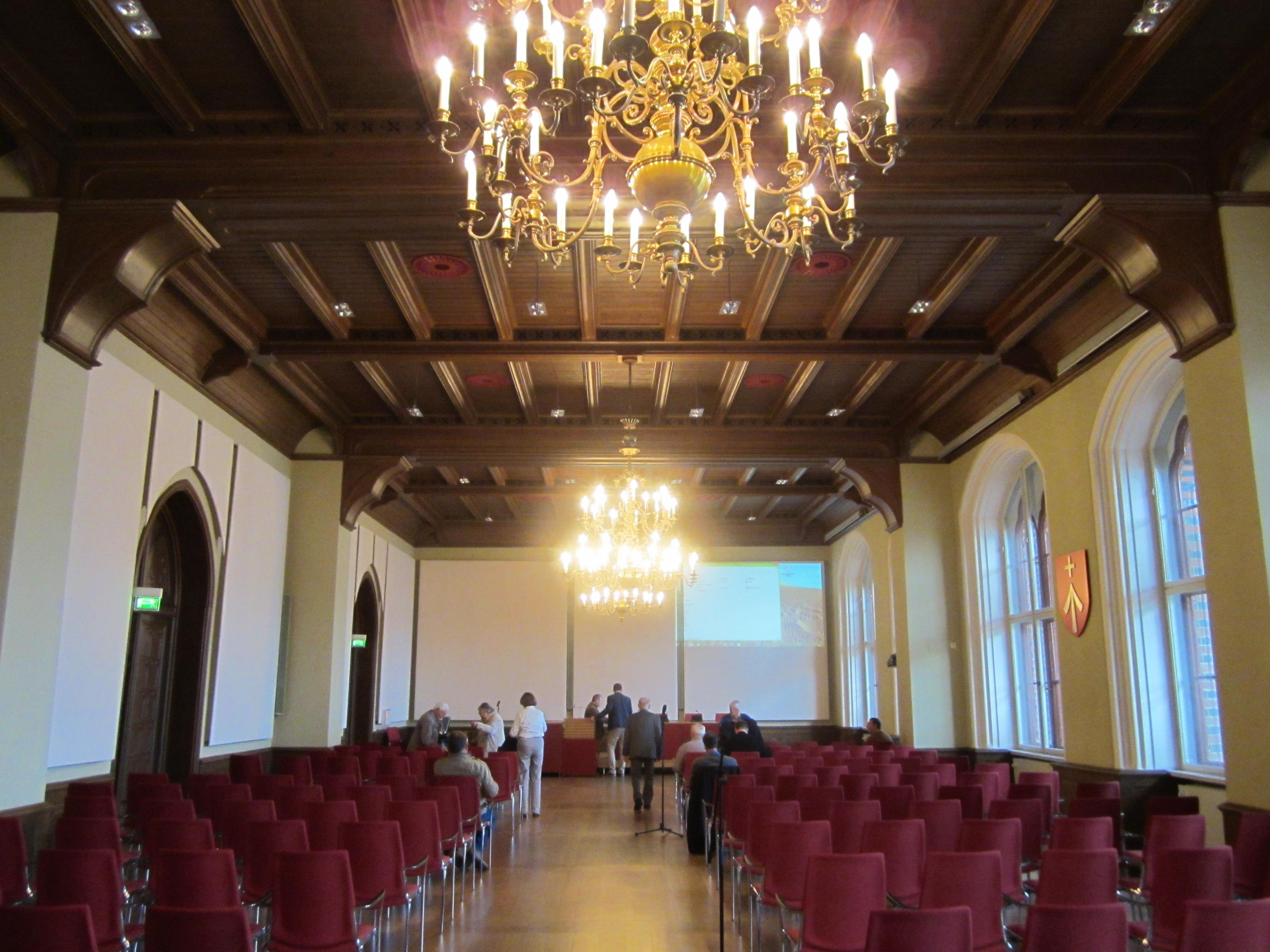
Interior de la sala Löwenschen
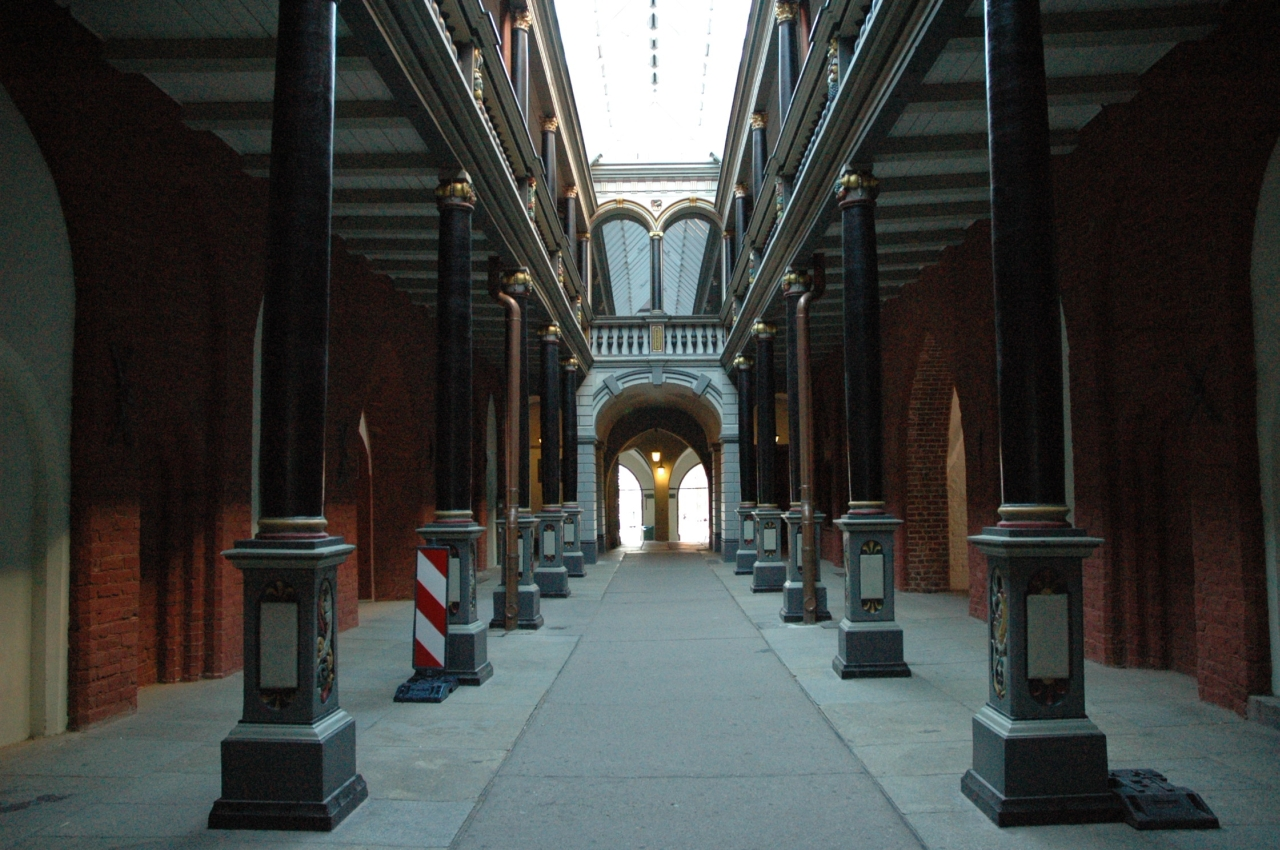
Galería del interior
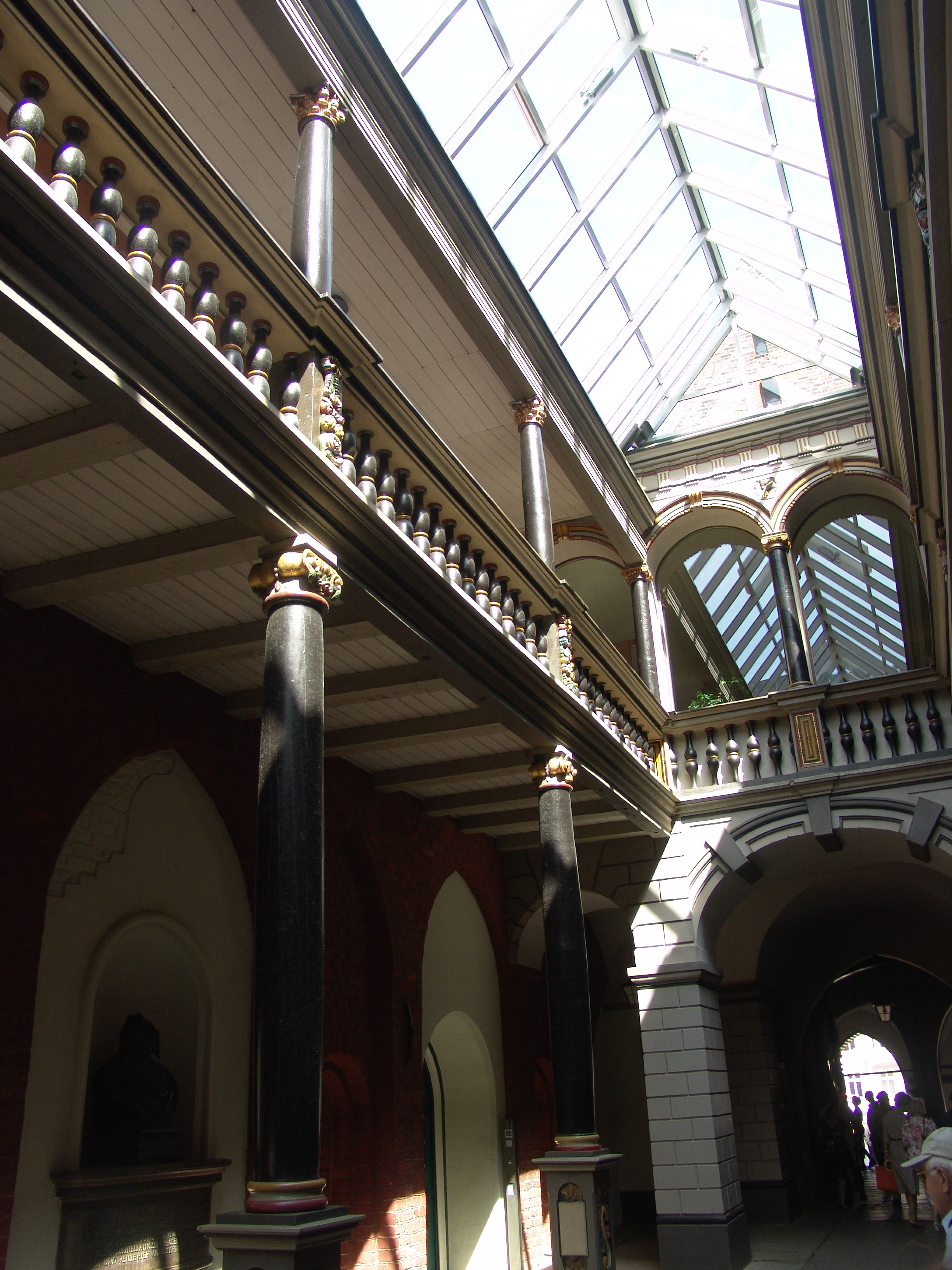